# Zorocrates unicolor
Zorocrates unicolor är en spindelart som först beskrevs av Banks 1901.  Zorocrates unicolor ingår i släktet Zorocrates och familjen Zorocratidae. Inga underarter finns listade i Catalogue of Life.